# Al-Kulaja (Syria)
Al-Kulaja (arab. القليعة) – wieś w Syrii, w muhafazie Damaszek. W 2004 roku liczyła 533 mieszkańców.